# Afrikaanse graskikker
De Afrikaanse graskikker (Ptychadena oxyrhynchus) is een kikker uit de familie Ptychadenidae. De soort werd voor het eerst wetenschappelijk beschreven door Andrew Smith in 1849. Oorspronkelijk werd de wetenschappelijke naam Rana oxyrhynchus gebruikt.

## Uiterlijke kenmerken
De huid is geelbruin met bruine of zwarte stippels en vlekken en een witte buik. Op de spitse snuit is een driehoekige lichte vlek aanwezig. De lichaamslengte bedraagt vier tot zeven centimeter.

## Leefwijze
Het voedsel van deze in hoofdzaak terrestrische dieren bestaat voornamelijk uit insecten en andere ongewervelden. Bij koud of droog weer verschuilen ze zich. Deze kikker kan dankzij zijn sterke achterpoten enorme sprongen maken.

## Voortplanting
De mannetje trachten een vrouwtje aan zich te binden door middel van een hoge trillende roep. Gepaard wordt meestal op het wateroppervlak, na een zware regenval. De bevruchting vindt plaats boven het water, waarna de eieren in kleine klompjes op het water worden afgezet.

## Verspreiding en leefgebied
Deze soort komt voor in West-, Midden- en Oost-Afrika. De habitat bestaat uit open savannes en struwelen, waar na een zware regenval tijdelijke poelen kunnen ontstaan.